# Sikkimské království
Sikkimské království, oficiálně Dremoshong, bylo teokratickou dědičnou monarchií ve východní Himálaji. Existovalo od roku 1642 do 16. května 1975, kdy došlo ke spojení s Indickou republikou. Vládli mu čogjalové z dynastie Namgjal.

## Historie

### Nepálsko-bhútánská nadvláda
V polovině 18. století byl Sikkim napaden Nepálem (tehdy království Gorkha) a Bhútánem a byl více než 40 let pod nadvládou Gorkhy i Bhútánu. Sugauliská smlouva mezi Británií a Nepálem a smlouva Titalia mezi Sikkimem a Britskou Indií vyústily v územní ústupky Nepálu, který postoupil Sikkim Britské Indii.

### Britský a indický protektorát

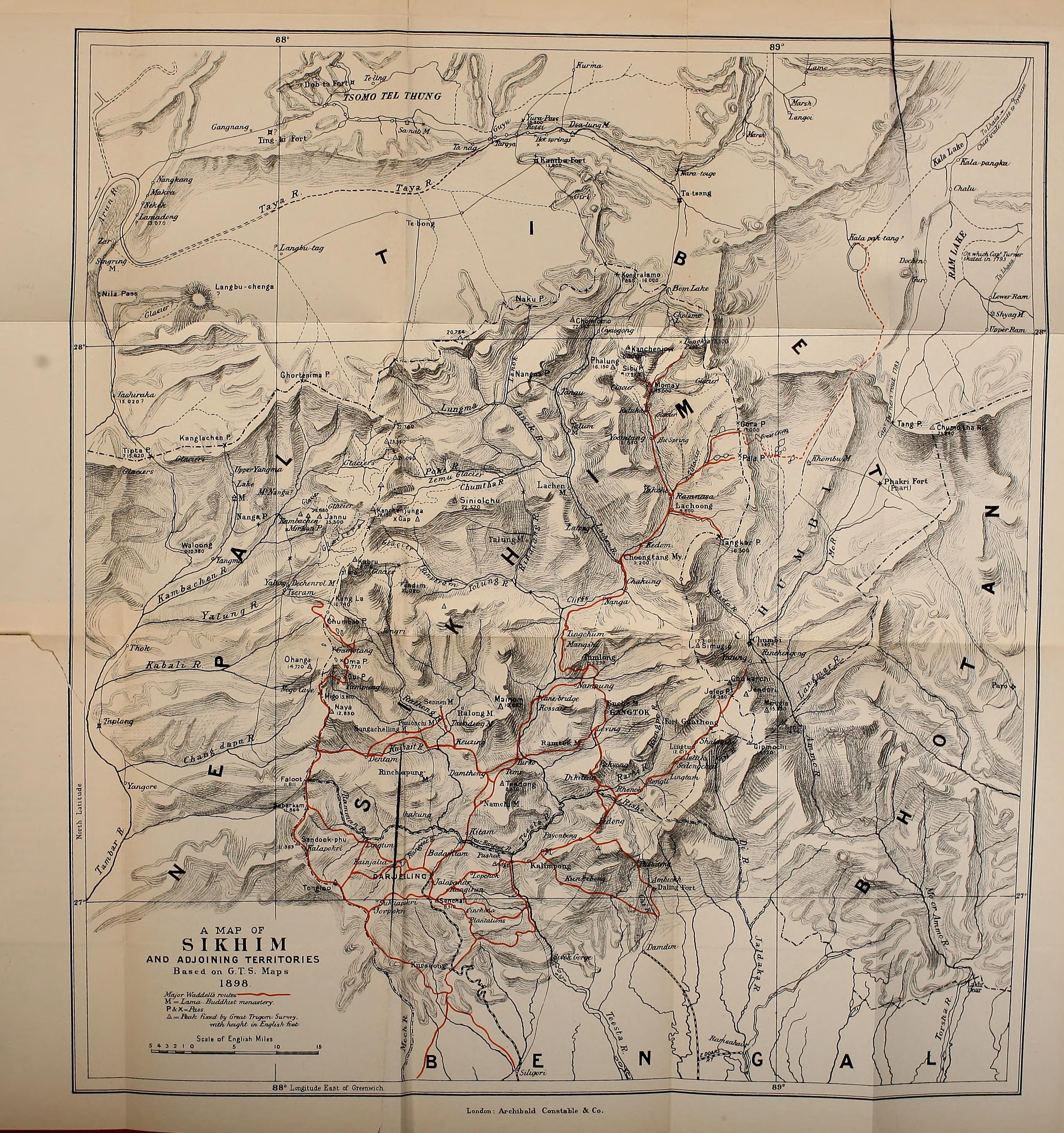
Mapa Sikkimu v roce 1898

Podle smlouvy z Tumlongu z roku 1861 se Sikkim stal britským protektorátem, v roce 1950 pak indickým protektorátem.
Thutob Namgyal, 9. Sikkimský čojgal, hledal u dalajlámy duchovní vedení a během jeho vlády začala tibetská vláda znovu získávat politický vliv na Sikkim. V roce 1888 Britové vyslali vojenskou výpravu, aby vyhostila tibetské síly ze Sikkimu.

### Vstup do Indie
V roce 1975 vedlo obvinění z diskriminace nepálských hinduistů v Sikkimu k odporu vůči čojgalovi. Jejich popud vedl k přesunu personálu Indické armády do Gangtoku. Podle Sunandy K. Datta-Ray z The Statesman armáda pozabíjela palácovou stráž a obklíčila palác v dubnu 1975.
Po odzbrojení paláce se konalo referendum o monarchii, ve kterém sikkimský lid drtivou většinou odhlasoval zrušení monarchie, a nový sikkimský parlament v čele s Kazi Lhendupem Dorjeem navrhl návrh zákona, aby se Sikkim stal indickým státem, který byl okamžitě přijat indickou vládou.

## Kultura a náboženství
V kultuře a náboženství byl Sikkim úzce spjat s Tibetem, odkud pocházel jeho první král, a Bhútánem, se kterým sdílel hranice. Přítomnost velké etnické nepálské populace, hlavně z východního a středního Nepálu, také vede ke kulturním vazbám s Nepálem.

## Státní symboly

rekonstrukce sikkimské vlajky:
1877–1975
1877–1914, 1962–1967
1914–1962
1967–1975